# 埃米尔·克里斯滕森

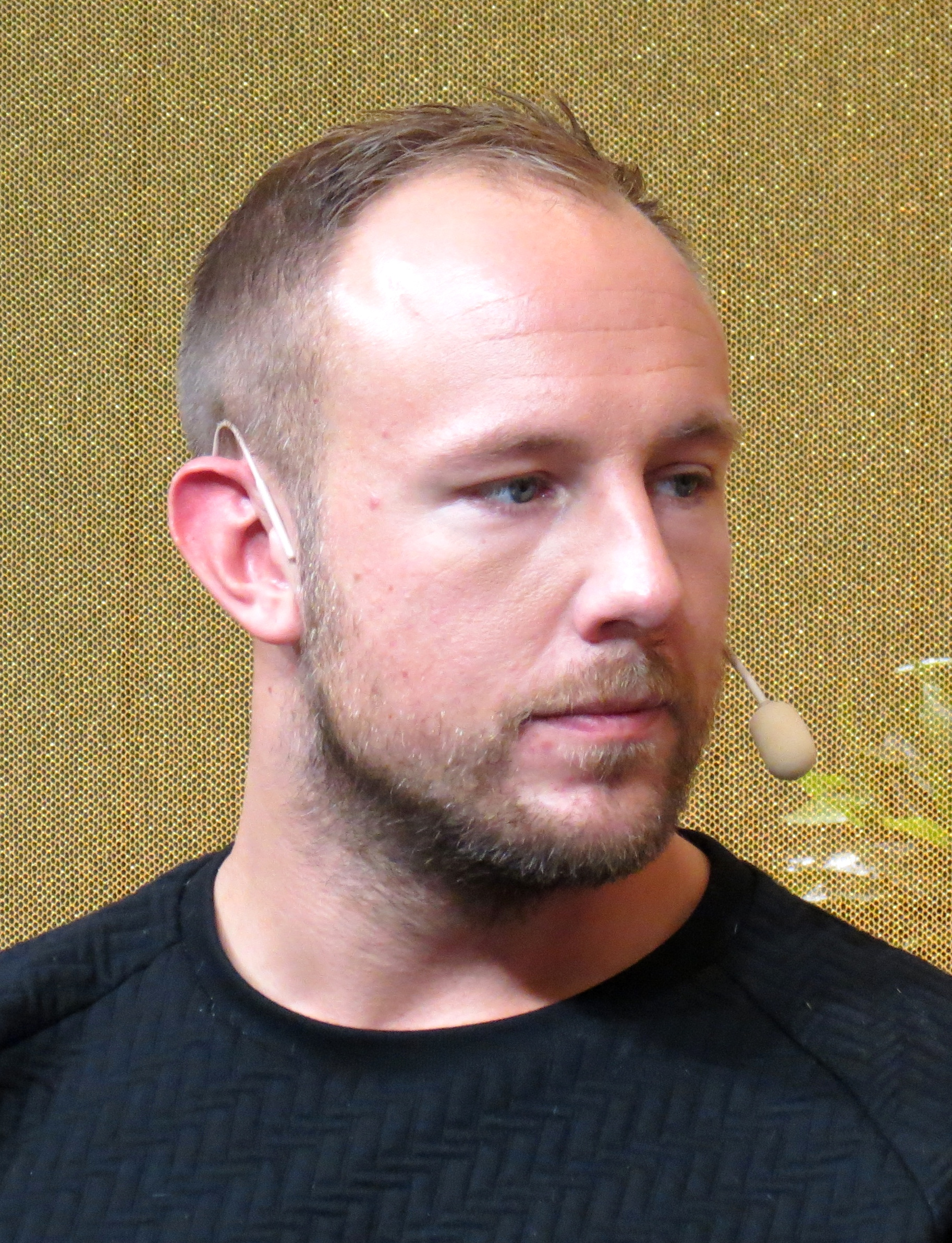
HeatoN在哥德堡

埃米尔·帕特里克·威廉·克里斯滕森（瑞典語：Emil Pathric William Christensen，1985年6月14日—），瑞典电子竞技选手人，其游戏名是HeatoN。现在效力于瑞典战队NiP，担任队长职务。他早年因为出众的反恐精英技术而闻名于世，为世界范围内玩家所喜爱。
他的ID「HeatoN」是从他喜欢的冰球运动的装备品牌而来。

## 生平

### 职业生涯
埃米尔于2001年加入了原先的NIP战队，赢得了当年的CPL冠军赛的冠军。他和队友一起后来组建了SK Gaming，这支队伍也成为了CS界的一个神话。2005年，他和队友一同离开了SK，重组了NIP。
后来除了他和托米·因格马森之外的队友全部离开了NIP，他招入了当时并不是十分出名的马库斯·桑德斯特罗姆（zet）和奥斯卡·霍尔姆（ins）以及效力于SpiXel的丹尼斯·沃伦伯格（walle）。现在NiP已经成为世界范围内最著名的队伍之一。

## 曾效力队伍
- 2001年至2002年：NIP
- 2002年至2004年：SK Gaming
- 2005年至今：NIP